# Episodi di Im Namen des Gesetzes (dodicesima stagione)
La dodicesima stagione della serie televisiva Im Namen des Gesetzes è stata trasmessa in anteprima in Germania dalla RTL Television tra il 26 ottobre 2004 e il 4 gennaio 2005.
| nº | Titolo originale      | Titolo italiano | Prima TV Germania | Prima TV Italia |
| -- | --------------------- | --------------- | ----------------- | --------------- |
| 1  | Die verlorene Tochter | inedito         | 26 ottobre 2004   | inedito         |
| 2  | Die Schuldenfalle     | inedito         | 2 novembre 2004   | inedito         |
| 3  | Fatale Schöpfung      | inedito         | 9 novembre 2004   | inedito         |
| 4  | Spurlos verschwunden  | inedito         | 16 novembre 2004  | inedito         |
| 5  | Luzifer               | inedito         | 23 novembre 2004  | inedito         |
| 6  | Menschenfresser       | inedito         | 7 dicembre 2004   | inedito         |
| 7  | Schwere Kindheit      | inedito         | 4 gennaio 2005    | inedito         |
| 8  | Unter Freunden        | inedito         | 4 gennaio 2005    | inedito         |